# Brenham
La ville de Brenham (en anglais [ˈbrɛnəm]) est le siège du comté de Washington, au Texas, États-Unis, dont la population était de 15 716 habitants lors du recensement de 2010.

## Géographie
Brenham est située à une centaine de kilomètres au nord-ouest de Houston et à environ 130 km à l’est d’Austin.

## Histoire

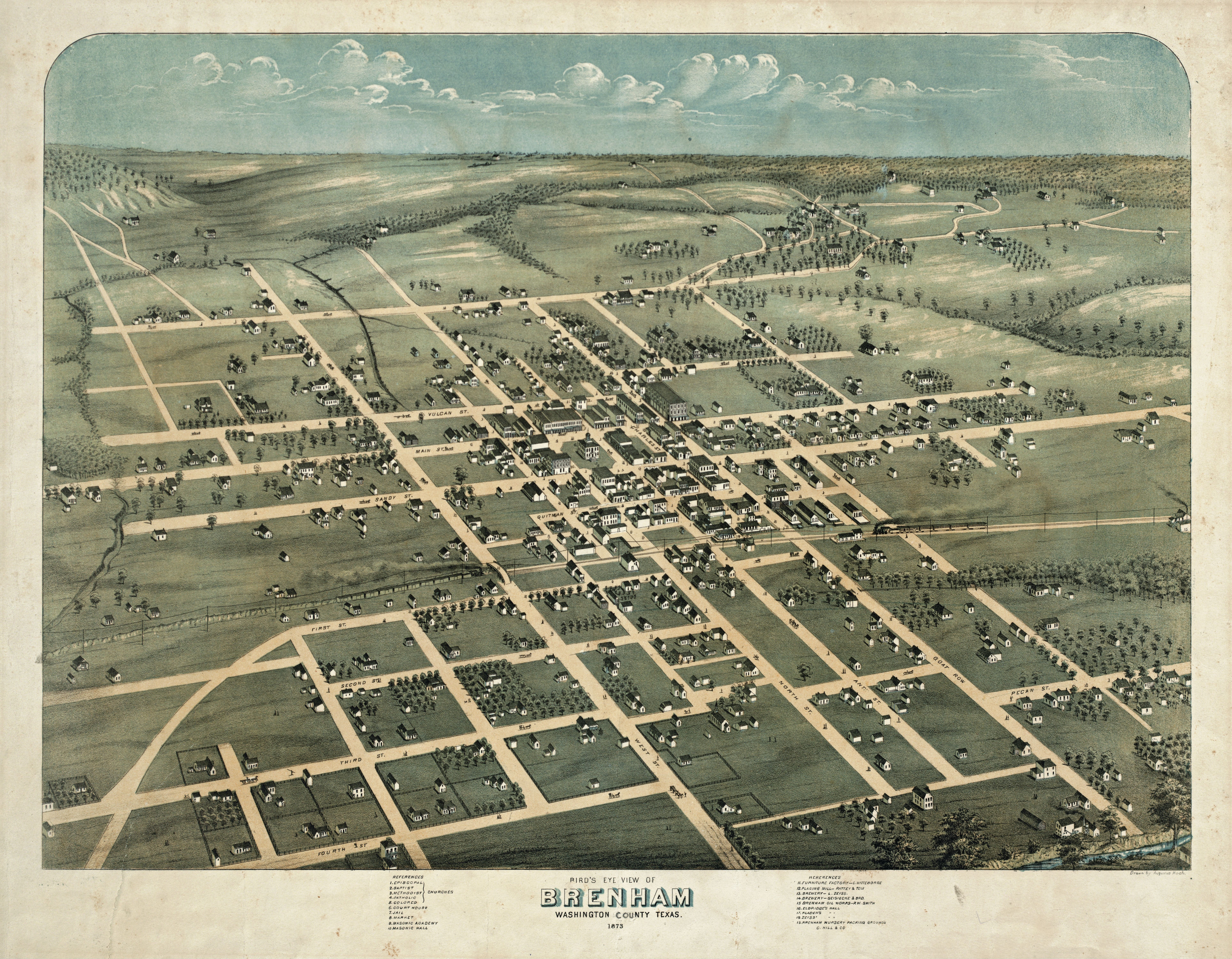
Plan de Brenham en 1873

Brenham fut fondée en 1844, elle doit son nom à Richard Fox Brenham, l'un des protagonistes de l'expédition de Mier (en) (1842). La ville fut incorporée en 1858. Lors de la guerre de Sécession, elle fut occupée par les troupes de l'Union qui l'incendièrent partiellement en 1867 après un accrochage avec les troupes locales.
Une importante immigration d'origine allemande commença dans les années 1850 et s'accrut encore après la guerre de Sécession. La plupart des grandes fermes furent morcelées et vendues à ces immigrants allemands.

## Démographie
| Groupe            | Brenham | Texas | États-Unis |
| ----------------- | ------- | ----- | ---------- |
| Blancs            | 66,6    | 70,4  | 72,4       |
| Afro-Américains   | 23,7    | 11,9  | 12,6       |
| Autres            | 5,8     | 10,6  | 6,4        |
| Asiatiques        | 1,8     | 3,8   | 4,8        |
| Métis             | 1,7     | 2,7   | 2,9        |
| Amérindiens       | 0,3     | 0,7   | 0,9        |
| Total             | 100     | 100   | 100        |
|                   |         |       |            |
| Latino-Américains | 15,3    | 37,6  | 16,7       |

Selon l'American Community Survey, pour la période 2011-2015, 85,81 % de la population âgée de plus de 5 ans déclare parler l'anglais à la maison, 10,69 % l'espagnol et 3,50 % une autre langue.
Le revenu par habitant était en moyenne de 21 370 dollars par an entre 2012 et 2016, largement inférieur à la moyenne du Texas (27 828 dollars) et à la moyenne nationale (29 829 dollars). Sur cette même période, 17,7 % des habitants de Brenham vivaient sous le seuil de pauvreté (contre 15,6 % dans l'État et 12,7 % à l'échelle des États-Unis).

## Économie
Brenham est le siège des Blue Bell Creameries (en), une marque de crèmes glacées particulièrement populaire au Texas et dans les États du sud des États-Unis. L'entreprise ouvrit ses portes en 1907, elle achetait alors de la crème au fermiers de la région pour en faire du beurre qu'elle revendait aux habitants de Brenham, c'est, en 1911, qu'elle commença à produire les premières crèmes glacées.